# Armorial de la maison de Gonzague
- il comporte peu ou pas de sources.

Cet article présente les armoiries successives de la maison de Gonzague.

## Armes
| Figure                | Période          | Blasonnement |
|                       | jusqu'en 1389    | Blason familial (fr) Fascé d'or et de sable (it) Fasciato d’oro e di nero |
|                       | 1389 - 1391      | Blason de François Ier de Mantoue durant son union (1382-1391) avec Agnès Visconti (fr) Écartelé, au premier et au quatrième d'argent au serpent d'azur ondoyant en pal couronné d'or engloutissant un enfant de carnation, au deuxième et au troisième fascé d'or et de sable (it) Inquartato: nel primo e nel quarto d’argento, alla biscia ondeggiante in palo d’azzurro, coronata d’oro, ingolante un fanciullo di carnagione; nel secondo e nel terzo fasciato d’oro e di nero |
|                       | à partir de 1394 | Blason de François Ier de Mantoue avec la concession, en 1394, de l'empereur Venceslas Ier de porter dans ses armes le lion de Bohême (fr) Écartelé, au premier et au quatrième de gueules au lion à la queue fourchée d'argent armé et lampassé d’or, couronné et colleté du même, au deuxième et au troisième fascé d'or et de sable (it) Inquartato: nel primo e nel quarto di rosso al leone dalla coda doppia d’argento, armato e lampassato d’oro, coronato e collarinato dello stesso; nel secondo e nel terzo fasciato d’oro e di nero |
|                       | à partir de 1433 | Blason de Jean-François de Mantoue pour son élévation, en 1433, au rang de marquis par l'empereur Sigismond Ier (fr)D’argent, à la croix pattée de gueules cantonnée de quatre aigles de sable au vol abaissé; sur le tout écartelé, au premier et au quatrième de gueules au lion à la queue fourchée d'argent armé et lampassé d’or, couronné et colleté du même, au deuxième et au troisième fascé d'or et de sable (it)D’argento, alla croce patente di rosso accantonata da quattro aquile di nero dal volo abbassato; sul tutto, inquartato: nel primo e nel quarto di rosso al leone dalla coda doppia d’argento, armato e lampassato d’oro, coronato e collarinato dello stesso; nel secondo e nel terzo fasciato d’oro e di nero |
|                       | 1510 - 1519      | Blason de François II de Mantoue pour sa nomination, en 1510, au rang de gonfalonnier de l'Église (fr)D’argent, à la croix pattée de gueules cantonnée de quatre aigles de sable au vol abaissé, au pal brochant de gueules, à l’ombrelle à galons de gueules et d'or, sommée d'un globe crucifère d’or, la tige en forme de lance chargée de deux clefs en sautoir avec les pannetons tournés vers l'extérieur et vers le haut, l'une d’or et l'autre d’argent, liées de gueules (Gonfalon pontifical ou Basilique) (it)D’argento, alla croce patente di rosso accantonata da quattro aquile di nero dal volo abbassato, al palo attraversante di rosso, all’ombrellone a gheroni di rosso e d’oro, cimato da un globo crocifero d’oro, l’asta a forma di lancia attraversata da due chiavi decussate con gli ingegni posti verso l’esterno e verso l’alto, una d’oro e una d’argento, legate di rosso (Gonfalone pontificio, o Basilica) |
|                       | 1510 - 1519      | Variante du précédent avec l'écartelé Bohême-Gonzague brochant sur le tout (fr)D’argent, à la croix pattée de gueules cantonnée de quatre aigles de sable au vol abaissé, au pal brochant de gueules, à l’ombrelle à galons de gueules et d'or, sommée d'un globe crucifère d’or, la tige en forme de lance chargée de deux clefs en sautoir avec les pannetons tournés vers l'extérieur et vers le haut, l'une d’or et l'autre d’argent, liées de gueules; sur le tout écartelé, au premier et au quatrième de gueules au lion à la queue fourchée d'argent armé et lampassé d’or, couronné et colleté du même, au deuxième et au troisième fascé d'or et de sable (it)D’argento, alla croce patente di rosso accantonata da quattro aquile di nero dal volo abbassato, al palo attraversante di rosso, all’ombrellone a gheroni di rosso e d’oro, cimato da un globo crocifero d’oro, l’asta a forma di lancia attraversata da due chiavi decussate con gli ingegni posti verso l’esterno e verso l’alto, una d’oro e una d’argento, legate di rosso (Gonfalone pontificio, o Basilica). Sul tutto inquartato: nel primo e nel quarto di rosso al leone dalla coda doppia d’argento, armato e lampassato d’oro, coronato e collarinato dello stesso; nel secondo e nel terzo fasciato d’oro e di nero |
| Détail de l'écusson : | à partir de 1575 | En 1575, Guillaume de Mantoue obtient l'élévation en duché du marquisat du Montferrat hérité de sa mère Marguerite Paléologue. Les aigles ne sont plus au vol abaissé mais deviennent éployées et affrontées et l'écusson présente les armoiries de la famille Paléologue, à savoir l'Empire romain d'Orient, Jérusalem, Aragon, Montferrat, Saxe, Bar et Byzance. (fr)D’argent, à la croix pattée de gueules cantonnée de quatre aigles de sable éployées et affrontées; sur le tout parti de deux et coupé de deux, au premier de gueules à l'aigle bicéphale éployée d'or à la double couronne du même, qui est de l'Empire Romain d'Orient, au deuxième de gueules au lion à la queue fourchée d'argent, armé et lampassé d'or, couronné et colleté du même qui est de Bohême, au troisième fascé d'or et de sable qui est de Gonzague ancien, au quatrième d’argent à la croix potencée d'or cantonnée de quatre croisettes du même qui est de Jérusalem, au cinquième d'or aux quatre pals de gueules qui est d'Aragon, au sixième d’argent au chef de gueules qui est de Montferrat, au septième fascé d’or et de sable de dix pièces au crancelin de sinople brochant en bande qui est de Saxe, au huitième d’azur semé de croisettes recroisettées et de clous d’or, à deux bars adossés du même qui est de Bar, au neuvième de gueules à la croix d'or cantonnée de quatre briquets du même adossés deux par deux qui est de Constantinople (it)D’argento, alla croce patente di rosso accantonate da quattro aquile affrontate e spiegate di nero. Sul tutto partito di due e troncato di due, che dà nove quarti: nel 1° di rosso all’aquila bicipite spiegata d’oro, bicoronata dello stesso (Impero Romano d’Oriente); nel 2° di rosso al leone dalla coda doppia d’argento, armato e lampassato d’oro, coronato e collarinato dello stesso (Boemia); nel 3° fasciato d’oro e di nero (Gonzaga antico); nel 4° d’argento alla croce potenziata d’oro accantonata da quattro crocette dello stesso (Gerusalemme); nel 6° d’argento al capo di rosso (Aragona); nel 7° fasciato d’oro e di nero di dieci pezzi al crancelino di verde attraversante (Sassonia); nell’8° d’azzurro seminato di crocette ricrocettate e fitte d’oro a due barbi addossati dello stesso (Bar); nel 9° di rosso alla croce d’oro accantonata da quattro B greche dello stesso, addossate due a due (Costantinopoli) |
|                       | à partir de 1588 | En 1588, Vincent Ier de Mantoue, en sa qualité de petit-fils de l'empereur Ferdinand Ier, obtient le droit d'ajouter le blason d'Autriche à ses armes. Le blason est surmonté (timbré) d'une couronne archiducale, cercle d'or à huit pointes (dont cinq visibles) avec une toque de velours écarlate doublée d’hermine, fermé par un arc unique et sommé d'un globe crucifère d'or. (fr)D’argent, à la croix pattée de gueules cantonnée de quatre aigles de sable éployées et affrontées; sur le tout parti de deux et coupé de deux, au premier de gueules à l'aigle bicéphale éployée d'or à la double couronne du même, qui est de l'Empire Romain d'Orient, au deuxième de gueules au lion à la queue fourchée d'argent, armé et lampassé d'or, couronné et colleté du même qui est de Bohême, au troisième fascé d'or et de sable qui est de Gonzague ancien, au quatrième d’argent à la croix potencée d'or cantonnée de quatre croisettes du même qui est de Jérusalem, au cinquième d'or aux quatre pals de gueules qui est d'Aragon, au sixième d’argent au chef de gueules qui est de Montferrat, au septième fascé d’or et de sable de dix pièces au crancelin de sinople brochant en bande qui est de Saxe, au huitième d’azur semé de croisettes recroisettées et de clous d’or à deux bars adossés du même qui est de Bar, au neuvième de gueules à la croix d'or cantonnée de quatre briquets du même adossés deux par deux qui est de Constantinople; au point d'honneur, de gueules à la fasce d'argent qui est d'Autriche, timbré d'une couronne archiducale (it)D’argento, alla croce patente di rosso accantonate da quattro aquile affrontate e spiegate di nero. Sul tutto partito di due e troncato di due, che dà nove quarti: nel 1° di rosso all’aquila bicipite spiegata d’oro, bicoronata dello stesso (Impero Romano d’Oriente); nel 2° di rosso al leone dalla coda doppia d’argento, armato e lampassato d’oro, coronato e collarinato dello stesso (Boemia); nel 3° fasciato d’oro e di nero (Gonzaga antico); nel 4° d’argento alla croce potenziata d’oro accantonata da quattro crocette dello stesso (Gerusalemme); nel 6° d’argento al capo di rosso (Aragona); nel 7° fasciato d’oro e di nero di dieci pezzi al crancelino di verde attraversante (Sassonia); nell’8° d’azzurro seminato di crocette ricrocettate e fitte d’oro a due barbi addossati dello stesso (Bar); nel 9° di rosso alla croce d’oro accantonata da quattro B greche dello stesso, addossate due a due (Costantinopoli). Nel punto d’onore di rosso alla fascia d’argento (Austria) timbrato da corona arciducale |

## Branche cadette deGonzague-Nevers
| Figure | Période          | Blasonnement |
|        | à partir de 1565 | En 1565 en France, Louis IV de Nevers et Henriette de Clèves se marient, donnant ainsi naissance à la branche cadette dite Gonzague-Nevers. Le blason qui réunit les armoiries des familles de Gonzague et de Clèves est postérieur à 1575 (héritage de Montferrat) fait état de la condition de cadet de Louis IV au moyen de la brisure qui sera conservée jusqu'en 1627. À noter, l'inversion des quartiers de l'écusson brochant sur le premier quartier : la brisure, en bande, traverse les armes de la famille Gonzague. L'écu timbré d'Autriche a disparu, Louis IV étant collatéral. (fr) Écartelé; au premier d’argent, à la croix pattée de gueules cantonnée de quatre aigles de sable éployées et affrontées; sur le tout, écartelé, au premier et au quatrième fascé d'or et de sable, au deuxième et au troisième de gueules au lion d'argent à la queue fourchée, armé et lampassé d'or, couronné et colleté du même, au bâton péri en bande; au deuxième d’Alençon; au troisième de Bourgogne; au quatrième de Clèves chargé en cœur de La Marck; sur le tout d’Albret d’Orval (it) Inquartato. Nel 1° d’argento, alla croce patente di rosso accantonata da quattro aquile affrontate e spiegate di nero; sul tutto, inquartato: nel primo e nel quarto fasciato d’oro e di nero, nel secondo e nel terzo di rosso al leone dalla coda doppia d’argento, armato e lampassato d’oro, coronato e collarinato dello stesso, attraversato da un bastone. Nel 2° d’Alençon; nel 3° di Borgogna; nel 4° di Clèves caricato in cuore di La Marck; sul tutto d’Albret d’Orval |
|        | à partir de 1627 | Blason de Charles Ier qui succéda, en 1627, à Vincent II, dernier représentant de la branche aînée. Le blason ne fait plus état de la condition de cadette de la branche de Nevers. (fr) Écartelé, au premier et au quatrième de Gonzague de Mantoue (blason de 1575), au deuxième et au troisième coupé, au premier parti de trois et au second parti de deux qui donne sept quartiers : au premier de gueules à l'escarboucle d'or et à l'écusson d'argent brochant en cœur qui est de Clèves, au deuxième d’or à la fasce échiquetée d’argent et de gueules en trois tires, 8, 8, 8 qui est de La Marck, au troisième d’azur semé de fleurs de lys d’or au lambel de gueules châtelé de neuf pièces d’or qui est d'Artois, au quatrième de sable au lion d'or armé et lampassé de gueules qui est de Brabant, au cinquième d’azur semé de fleurs de lys d’or à la bordure componé d’argent et de gueules qui est de Bourgogne moderne, au sixième de gueules à trois râteaux d'or qui est de Rethel, au septième écartelé, au premier et au quatrième d’azur à trois fleurs de lys d'or, au deuxième et au troisième de gueules à la bordure engrêlée d’argent qui est d'Albret d’Orval, sur le tout d’azur à trois fleurs de lys d'or à la bordure de gueules chargée de huit besants d'argent qui est d'Alençon (it) Inquartato: nel I e nel IV Gonzaga di Mantova [come stemma del Monferrato] ; nel II e nel III troncato, il primo partito di tre, il secondo di due, che dà sette quarti: nel 1° di rosso alla ruota di otto raggi gigliati d’oro con uno scudetto d’argento in cuore broccante (Clèves); nel 2° d’oro alla fascia scaccata d’argento e di rosso di tre file, 8,8,8 (La Marck); nel 3° d’azzurro seminato di gigli d’oro al lambello di rosso castellato di nove pezzi d’oro (Artois); nel 4° di nero al leone d’oro armato e lampassato di rosso (Brabante); nel 5° d’azzurro seminato di gigli d’oro alla bordura composta d’argento e di rosso (Borgogna moderno); nel 6° di rosso a tre rastri d’oro posti 2,1 (Rethel); nel 7° inquartato: nel primo e nel quarto d’azzurro a tre gigli d’oro posti 2,1, nel secondo e nel terzo di rosso alla bordura spinata d’argento (Albret d’Orval); sul tutto d’azzurro a tre gigli d’oro posti 2,1, alla bordura di rosso caricata di otto bisanti d’argento (Alençon) |

Source : 